# 九龍塘（又一城）公共運輸交匯處
又一城公共運輸交匯處（英文：Festival Walk Public Transport Interchange）是香港的一個公共運輸交匯處，位於九龍又一村達之路，鄰近香港城市大學和港鐵九龍塘站。此交匯處在1998年12月落成，其上蓋為由豐樹產業全權擁有及管理的大型購物商場及寫字樓大廈——又一城。

## 總站路線資料（巴士）

### 城巴22線
- 啟德郵輪碼頭 ↔ 九龍塘（又一城）

2018年6月24日開辦，是由城巴獨營的三條啟德發展區專利巴士線之一，經香港兒童醫院、九龍灣商貿區、麗晶花園、啟業邨、啟晴邨、德朗邨、新蒲崗、九龍城、九龍塘。

### 城巴702線
- 海麗邨 ↺ 九龍塘（又一城）

於2003年3月17日投入服務，經多次服務重組後，於2011年7月5日延長至此，途經富昌邨、欽州街、青山道、石硤尾站、大坑東邨，為穿梭深水埗區內的路線。

## 總站路線資料（專線小巴）

### 九龍區專線小巴2線
- 黃埔花園 ↔ 又一城

### 九龍區專線小巴2A線
- 黃埔花園 ↔ 又一城（經海逸豪園）

### 九龍區專線小巴41A線
- 又一城 ↺ 石硤尾街市（繞經南山邨）

### 九龍區專線小巴41M線
- 又一城 ↺ 石硤尾街市

### 九龍區專線小巴72線
- 又一城 ↔ 宏景花園

### 九龍區專線小巴73線
- 又一城 ↔ 慈雲山中心

## 途經路線資料（巴士）

### 九龍巴士203C線
- 大坑東 ↔ 尖沙咀東（麼地道）

於2014年1月18日投入服務，途經旺角、京士柏、佐敦及尖沙咀。

### 九龍巴士203S線
- 澤安邨 → 尖沙咀東（麼地道）

於2014年1月18日投入服務，取代原先九龍巴士203線的特別班次，只於平日上午繁忙時間提供服務。

## 過往路線
- 九龍巴士2C線（已取消）
- 九龍巴士203線（已取消）
- 新巴796B線（已取消）

## 車坑分佈
| 車坑分佈（以入口最左邊起計） | 車坑分佈（以入口最左邊起計） | 車坑分佈（以入口最左邊起計）                 |
| 車坑編號                     | 車坑數目                     | 路線                                         |
| ---------------------------- | ---------------------------- | -------------------------------------------- |
| 1                            | 雙坑                         | 九龍巴士203C（往尖沙咀東（麼地道））、203S線 |
| 2                            | 單坑                         | 後備                                         |
| 3                            | 單坑                         | 九龍巴士203C（往大坑東）線                   |
| 4                            | 單坑                         | 城巴702線                                    |
| 5                            | 單坑                         | 城巴22線                                     |
| 6                            | 單坑                         | 後備                                         |
| 7                            | 單坑                         | 專線小巴73線                                 |
| 8                            | 單坑                         | 專線小巴72線                                 |
| 9                            | 單坑                         | 專線小巴41A、41M線                           |
| 10                           | 雙坑                         | 專線小巴2、2A線                              |

## 外部連結
- 九巴（页面存档备份，存于）
- 又一城公共運輸交匯處 （页面存档备份，存于），城巴／新巴